# Dasyphora kempi
Dasyphora kempi är en tvåvingeart som beskrevs av Fritz Isidore van Emden 1965. Dasyphora kempi ingår i släktet Dasyphora och familjen husflugor. Inga underarter finns listade i Catalogue of Life.